# Koumanthio Zeinab Diallo

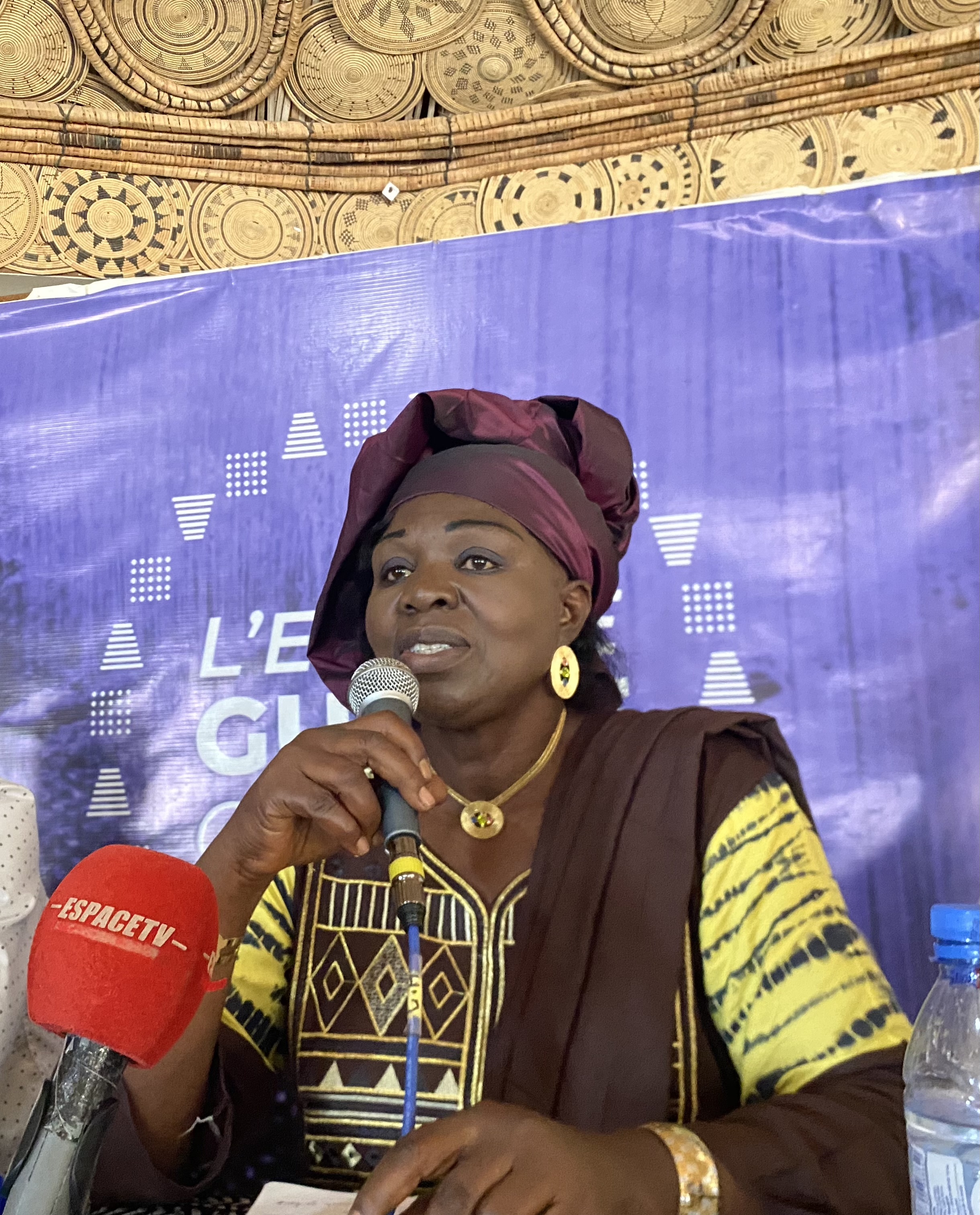

Koumanthio Zeinab Diallo (sinh năm 1956) là một nhà thơ, tiểu thuyết gia và nhà viết kịch người Guinée, viết bằng cả tiếng Pháp và tiếng Fulani.

## Đời sống
Koumanthio Zeinab Diallo sinh năm 1956 tại Labé, Guinea.
Cô cũng đã làm việc như một kỹ sư nông nghiệp.
Năm 2002, cô và Bonata Dieng thành lập Bảo tàng Fouta Djallon tại Labé.

## Công trình
- Moi, lady (Tôi, một người phụ nữ), 1994.
- Pellun Gondhi, Guinée: Éditions Ganndal, 1996
- Les épines de l'amour (The Thorns of Love), Paris: L'Harmattan, 1997
- Pour les oiseaux du ciel et de la terre (Dành cho các loài chim trời và đất), UNICEF, 1997
- Comme les pétales du crépuscule (Giống như Cánh hoa lúc Bình minh), Lomé: La Semeuse, 1998.
- Comme une colombe en furie, poésie pour enfants (Giống như một con chim bồ câu trong cơn giận dữ, thơ cho trẻ em), éditions Linda, 1999
- La morte de la guerre (Cái chết của chiến tranh), 2000.
- Daado l'orpheline et autres contes du Fouta Djallon de Guinée (Cô bé mồ côi Daado, và những câu chuyện khác về Fouta Djallon của Guinea), Paris: L'Harmattan, 2004
- Le Fils du roi Guémé et autres contes du Fouta Djallon de Guinée (Con trai của Vua Guémé và những câu chuyện khác về Guinea Fouta Djallon), Paris: L'Harmattan, 2004. Với lời nói đầu của Bernard Salvaing.
- Les rires du im lặng (Niềm vui của sự im lặng), Paris: L'Harmattan, 2005
- Les humiliées (Phụ nữ bị sỉ nhục), Paris: L'Harmattan, 2005.
- Ngôtté-le-génie de la chasse - conte du Fouta Djallon en Guinée (Ngôtté the thiên tài săn bắn - một câu chuyện về Guinea Fouta Djallon), Paris: L'Harmattan, 2007
- Les fous du septième ciel: Au-dela de l'excision (Những kẻ điên của thiên đường thứ bảy: Vượt xa bao quy đầu), Silex / Nouvelles du Sud, 2014